# جيمس كايسون
جيمس كايسون لي (بالإنجليزية: James Kyson Lee)‏ ممثل كوري أمريكي من مواليد 13 ديسمبر 1975.

## مواقع خارجية
- جيمس كايسون على موقع IMDb (الإنجليزية)
- جيمس كايسون على موقع روتن توميتوز (الإنجليزية)
- جيمس كايسون على موقع ألو سيني (الفرنسية)
- جيمس كايسون على موقع أول موفي (الإنجليزية)
- جيمس كايسون على موقع قاعدة بيانات الأفلام السويدية (السويدية)
- جيمس كايسون على موقع قاعدة بيانات الفيلم (الإنجليزية)
- جيمس كايسون على موقع كينوبويسك (الروسية)